# Florensia
Florensia è un gioco di ruolo MMORPG gratuito (F2P), uscito il 15 ottobre 2008. Al febbraio 2010, le persone che avevano un account erano 1.500.000.
Il gioco, di origini giapponesi, è disponibile in italiano, inglese, francese, tedesco, spagnolo, portoghese e turco; il portale online è disponibile anche in olandese, polacco e russo. Sono disponibili anche versioni in indonesiano e in giapponese.
Il 6 agosto 2014 il gioco ha avuto un down temporaneo, in quanto la AHA non aveva raggiunto un accordo con la Aeria Games. Tutti i server sono stati chiusi in quanto anche il gioco doveva essere chiuso. Tuttavia il 20 agosto i server sono stati riattivati.
Dopo un nuovo down, il 22 gennaio 2015 il gioco è tornato online. Tuttavia tutti gli account sono stati cancellati, e di conseguenza i personaggi creati sono andati persi. Dal 29 novembre 2016 la AHA inserisce e attiva il gioco tramite la piattaforma Steam.
Nel giugno del 2020 Florensia ottiene uno dei più grandi aggiornamenti mai visti sul game.
Il sistema fusion viene eliminato per dar spazio a un nuovo sistema di potenziamento del player:"l'essence System".

## Modalità di gioco
Il mondo di Florensia è composto da quattro isole principali e da piccole isole commerciali. Si usa una nave per viaggiare tra le diverse isole. In tal modo il gioco propone due spazi distinti: in mare e sulla terra. Di notevole rilievo rivestono di importanza gli scambi tra giocatori per trasferire oggetti e commerciare risorse utili all'avanzamento del gioco, armi, gioielli, upgrade, parti di set e molto altro.
Uno degli scopi del gioco è di salire di livello, come tutti i giochi MMORPG. Per farlo, è necessario uccidere dei mostri o portare a termine delle missioni. Il livello massimo è il 105 in Terra e 69 in mare (99) shoppando. Pochissimi sono i giocatori che l'hanno raggiunto: sono necessarie ore di gioco e molta resistenza.

### Storia
Humanill Ocean, teatro di grandi battaglie piratesche, lasciò in eredità ai figli dei coraggiosi pirati partecipanti alle varie guerre marine un dono.
Questo dono fu chiamato EARTHFILIA, una gemma per plasmare nuove terre da colonizzare con l'avvento delle nuove  generazioni piratesche.
Quattro nobili signori decisero quindi di  portare con loro la Earthfilia per riunirsi sull'isola al centro dell'Ocean anche conosciuta come il loro Covo.
Il 1 Gennaio venne iniziato il rituale di richiamo per evocare nuove terre dal fondo del mare ma qualcosa andò storto.
Robinson, uno dei quattro nobili partecipanti, era impuro e corrotto dal potere. Ciò si ripercosse sulla gemma mandandola in mille pezzi e sprigionando un'onda d'urto tale da essere avvertita anche nell'unica isola che  finora era esistita: SUNNIES, la città dei pirati.
Il Covo fu distrutto ma qualcosa stava accadendo ad Est, Nord e Ovest; le terre stavano emergendo.
Ma allora il rituale ha funzionato! Funzionò sì... ma a che prezzo?
I nobili furono trasformati in mostri: Robinson, il signore dei vampiri; Brenin, Il Draugar dell'oscurità; Silver Vixen, la volpe di fuoco; e infine Cerberus, il mostro del mare; Questi  nobili si recarono nelle 4 diverse terre emerse per fondare i loro imperi e prendere così parte ad una dittatura del terrore.
In pochi mesi vennero fondate orde di mostri pronti a popolare le isole e in seguito a distruggersi fra loro.
Però qualcosa ancora brillava nel barlume di speranza degli eroi, dei sopravvissuti all'onda d'urto.
Persone che iniziarono le loro vite da zero e che respinsero l'avvento dei mostri sulle rispettive isole.
SUNNIES  era infine stata travolta dal mare e finì negli abissi più profondi. Non si seppe più niente dell'isola scomparsa... chissà.
Il mare venne invaso da mostri marini, frammenti del cristallo andati a finire  in mare e le rovine del Covo diventarono sede di traffici illeciti dei pirati dell'epoca.
L'ordine e il chaos si contrapponevano su Humanill Ocean ma qualcosa... qualcosa ancora deve accadere, sta ai nostri eroi... alle nostre speranze continuare a dar luce a quella stessa  fiamma che accese gli animi delle persone alla comparsa dell'Earthfilia.

### Luoghi
Il mondo di Florensia si sviluppa su un oceano, l'Hoomanil Ocean. In questo oceano vi sono quattro isole principali:
- Cardiff Island, divisa in otto territori:
  - Roxbury, la capitale;
  - Weed Ridge, una foresta dove vi sono mostri di livello 1-14;
  - Cardiff Abbandoned Mine, miniera dove vi sono mostri di livello 13-22;
  - Larksdowns, una radura sul mare dove vi sono mostri di livello 14-21;
  - Fox Den, zona sotterranea dove vi sono mostri di livello 20-24;
  - Secret Laboratory, dove vi sono mostri di livello 76-80.
  - [Elite Dungeon] Fox Den, la versione élite del normale Fox Den, dove vi sono mostri di livello 80-95
  - [Elite Dungeon] Cardiff Abbandoned Mine, la versione élite della normale Cardiff Abbandoned Mine, dove vi sono mostri di livello 85-88
- Magnel Island, suddivisa in cinque territori:
  - Castle Hall, la capitale;
  - Castle Field, una zona dove vi sono mostri di livello 23-32;
  - Il Tulach Dungeon, diviso in tre piani sotterranei dove si trovano mostri di livello 31-38;
  - Il Lava Plateau, vulcano dove si trovano mostri di livelli 40-50.
  - Realm of ruins, una zona dove si trovano mostri di livello 100-115
- Exeter Island, divisa in quattro territori:
  - Glostern, la capitale;
  - Il Gloshire, dove si trovano mostri di livello 37-49;
  - L'Avery Mansion, dove si trovano mostri di livello 49-60.
  - [Elite Dungeon] Avery Elite, dove si trovano mostri di livello 90-100
- Chester Island, divisa in due territori:
  - Cherry Town, la capitale;
  - Rainbow Highland, dove vi sono mostri di livello 60-70;
  - Droes Dungeon, dove vi sono mostri di livello 66-75.

### Classi
Sono disponibili quattro diverse tipologie di personaggi:
- Il Saint;
- Il Noble;
- L'Explorer;
- Il Mercenary.

#### Saint
I Saint sono combattenti guaritori. Devono scegliere se combattere o supportare/curare. Al livello 40 possono diventare:
- Shaman, potente combattente che usa la magia oscura;
- Priest, combattente che può anche supportare e curare i compagni grazie alla magia bianca.

#### Noble
I Noble sono combattenti dal grande potere magico. Non dispongono di difese elevate, ma il loro attacco è elevatissimo. Al livello 40 possono diventare:
- Court Magician, che combatte contro più mostri (AoE); Questo può essere costruito da PVP
- Magic Knight, che combatte un mostro alla volta (PvP).

#### Explorer
Gli Explorer sono dotati di grande campo visivo. Attaccano da lontano, anche in quanto non dispongono di difese elevate ed evitano di far avvicinare il nemico. Al livello 40 possono diventare:
- Excavator, che usa principalmente le pistole;
- Sniper, specializzato nell'uso del fucile.

#### Mercenary
I Mercenary sono combattenti valorosi, che si lanciano nella battaglia. Sono dotati di attacco potente e di armature, ma sono vulnerabili agli attacchi magici. Al livello 40 possono diventare:
- Gladiator, che usa principalmente la spada a due mani;
- Guardian Swordsman, specializzato nell'uso di una spada a una mano abbinato ad uno scudo.

### Armi
Sono disponibili otto diversi armamenti:
- Il Cariad, utilizzabile dal Saint e dal Noble; è utilizzato soprattutto dallo Shaman e dal Court Magician;
- Il fucile, utilizzabile dall'Explorer e dal Mercenary; è utilizzato soprattutto dallo Sniper;
- Le pistole, utilizzabili esclusivamente dall'Explorer; sono utilizzate soprattutto dall'Excavator;
- La daga (Dagger), utilizzabile da tutte le classi; è utilizzata soprattutto dal Priest con build Full-Support
- La spada a una mano, non utilizzabile dal Noble; è utilizzata, abbinata allo scudo, soprattutto dal Guardian Swordsman;
- La spada a due mani, non utilizzabile dal Noble; è utilizzata soprattutto dal Gladiator;
- La striscia (Rapier), utilizzabile dal Noble e dal Mercenary; è utilizzata soprattutto dal Magic Knight;
- Lo scudo, utilizzabile esclusivamente dal Mercenary; è utilizzato, abbinato alla spada a una mano, soprattutto dal Guardian Swordsman.

### Valori di stato
Sono sette i valori che influenzano il personaggio:
- Strength - STR (forza): influenza l'attacco fisico del personaggio; aumenta l'attacco di tutte le armi eccetto il Cariad e la daga (Dagger). Valore aumentato da chi usa armi senza gittata (Mercenary);
- Dexterity - DEX (destrezza): influenza la percentuale di attacchi andati a segno e aiuta ad evitare quelli ricevuti; aumenta la precisione e la resistenza alla luce, al fuoco e al ghiaccio. Valore aumentato da tutte le classi eccetto i Mercenary;
- Constitution - CON (costituzione fisica): aumenta gli HP (Health Points, punti salute) e la loro velocità di recupero. Valore aumentato dai Mercenary e da chi viene attaccato da mostri senza attacco a distanza e non possiede grandi difese (Explorer e talvolta Saint)
- Intelligence - INT (intelligenza): influenza l'attacco magico del personaggio e l'attacco fisico delle skill; aumenta la precisione magica e l'attacco di Cariad e daga (Dagger). Valore aumentato dalle classi con attacchi magici (soprattutto Noble);
- Wisdom - WIS (saggezza): aumenta gli MP (Magic Points, punti magia) e la loro velocità di recupero. Valore aumentato dalle classi con attacchi magici (soprattutto Saint, talvolta anche Noble con build full wisdom);
- Will - WIL (volontà): influenza la frequenza dei colpi critici. Valore aumentato, a volte, dai Mercenary;
- Luck - LUK (fortuna): influenza il danno causato dai colpi critici. Questo valore non può essere aumentato.